# Priit Raik
Priit Raik (Väike-Maarja, Estland, 9 juli 1948 - 27 januari 2008) was een Estisch componist en dirigent.

## Leven
Vanaf 1968 studeerde hij klarinet bij Aadu Regi in de muziekschool van Tartu, Finland. Verder studeerde hij tot 1973 HaFa-directie aan het Tallinna Riiklik Konservatoorium (Tallinn conservatorium) bij Leopold  Vigla en Vello Loogna alsook compositie bij Eugen Kapp en Anatoli Garšnek. 
Van 1970 tot 1973 was hij ook in de muziekafdeling van de Estische omroep (Eesti Raadio) en van 1973 tot 1982 was hij dirigent. In 1985 werd hij als docent voor HaFa-directie aan het conservatorium in Tallinn beroepen.

## Composities

### Werken voor harmonieorkest
- 1983 Pidupäeva intermetso intermezzo voor harmonieorkest
- 1983 Ouverture
- 1984 Pühast sõjast ouverture voor harmonieorkest
- 1986 Gaudeamus
- 1986 Leelo
- 1986 Lustakad vahelood
- Interlude
- Galopp
- Isamaaline avamäng Heroic ouverture - gebaseerd op de melodie van het Estische volkslied
- Laulupeo ouverture
- Laul hallist sõdurisinelist Intermezzo
- Light - Footedly
- Melodia & Sherzo
- Mõtlik hetk
- Musica festiva
- Porilaste marss
- Three Pieces for Wind Orchestra
- Tormakas algus

### Werken voor koren
- “Õnne algus” voor gemengd koor - tekst: L. Ruud
- “Valged hiired” voor gemengd koor - tekst: H. Muller
- “Õismäe valss” voor gemengd koor - tekst: L. Tungal
- “Mulgi laul” voor gemengd koor - tekst: K. Kass
- “Pääsusilmad” voor gemengd koor - tekst: V. Kollin

- Gemeinsame Normdatei: 1077936362
- International Standard Name Identifier: 0000 0000 5253 024X
- MusicBrainz: e24e4d0f-96a1-4c52-81b6-ce40abf6e6c9
- Virtual International Authority File: 179144782962572522461
- WorldCat: E39PBJyWTfffWbvrp3pRY6hmBP